# Unterweissenbach
Unterweissenbach (Unterweißenbach) är en ort och kommun i Österrike. Den ligger i distriktet Freistadt i förbundslandet Oberösterreich, 120 km väster om huvudstaden Wien. 
Kommunen består av 16 orter (Ortschaften) (inom parentes invånarantal 1 januari 2024):

- Aglasberg (83)
- Dauerbach (44)
- Enebitschlag (73)
- Grafenschlag (53)
- Greinerschlag (66)
- Hackstock (55)
- Hinterberg (109)
- Hinterreith (34)
- Landshut (159)
- Mötlas (176)
- Neumühl (66)
- Obermühl (118)
- Schattau (75)
- Unterweißenbach (912)
- Wildberg (55)
- Windhing (90)